# Alessandro Varotari
Alessandro Varotari  connu aussi comme Il Padovanino (né à Padoue le 4 avril 1588, mort le 20 juillet 1649) est un peintre italien  du début du baroque, actif au XVIIe siècle et représentant l'école vénitienne.

## Biographie
Alessandro Varotari est né à Padoue en avril 1588, d'où son surnom, fils de l'architecte et peintre Dario Varotari l'Ancien, qui s'occupe de sa formation et frère de Chiara Varotari (1584 - 1663) elle aussi peintre.
Les peintures de ses débuts, telles que L'incrédulité de saint Thomas, Vierge à l'Enfant et la Pentecôte montrent l'influence du Titien, et sont quelquefois des copies d'œuvres du maître.
En 1614 il emménage à Venise, mais il voyage aussi à Rome à deux reprises (vers le milieu de l'an 1610 et en 1625), où il est souvent employé dans la production de copies de grands tableaux des grands artistes de la Renaissance.
Il peint une toile d'une grande bataille La victoire des Carnutes (Celtes) sur les Normands.
Pietro della Vecchia est un de ses élèves, mais Alessandro Varotari est plus connu comme mentor de  Pietro Liberi, Giulio Carpioni, Girolamo Forabosco et Bartolommeo Scaligero.

## Quelques exemples d'œuvres conservées dans des musées

### Espagne
- Orphée enchantant les animaux - Musée du Prado Madrid.

### France
- Allégorie de la Charité, huile sur toile, Musée Jeanne d'Aboville de La Fère

### Italie
- Milan
  - La Victoire des Carnutes sur les Normands, Pinacothèque de Brera, Milan.
- Padoue
  - L'incrédulité de saint Thomas, église de Santa Lucia, Padoue.
- Venise
  - Misericordia e verità - Pinacoteca Querini Stampalia
  - Giustizia e Pace - Pinacoteca Querini Stampalia
  - Le Rapt de Proserpine - Gallerie dell'Accademia de Venise.
  - La parabole des vierges sages et folles - Gallerie dell'Accademia de Venise.
  - La Pentecôte, Gallerie dell'Accademia de Venise.
  - Orphée et Eurydice, Gallerie dell'Accademia de Venise.
  - Assomption très grande toile au centre du plafond de la Salle de l’Hôtellerie dans la Scuola Grande dei Carmini
  - Tableau dans la sacristie de la Basilique Santa Maria della Salute de Venise
  - Cérès avec deux Putti - Pinacoteca Egidio Martini - Ca' Rezzonico
  - Vierge à l'enfant avec papillon - Pinacoteca Egidio Martini - Ca' Rezzonico
  - Allégorie de l'astrologie - Bibliothèque Marciana

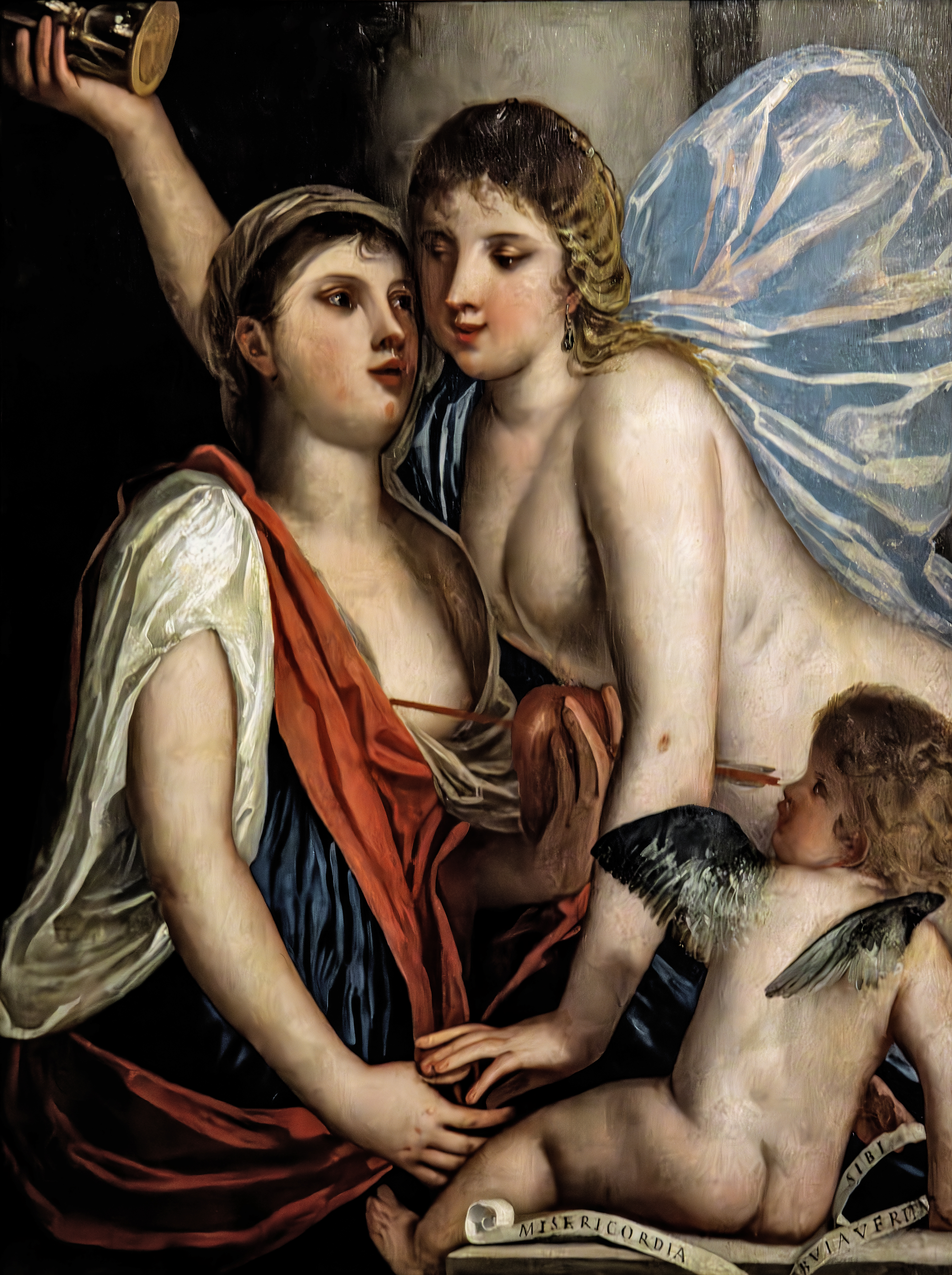
Misericordia e verità - Pinacoteca Querini Stampalia
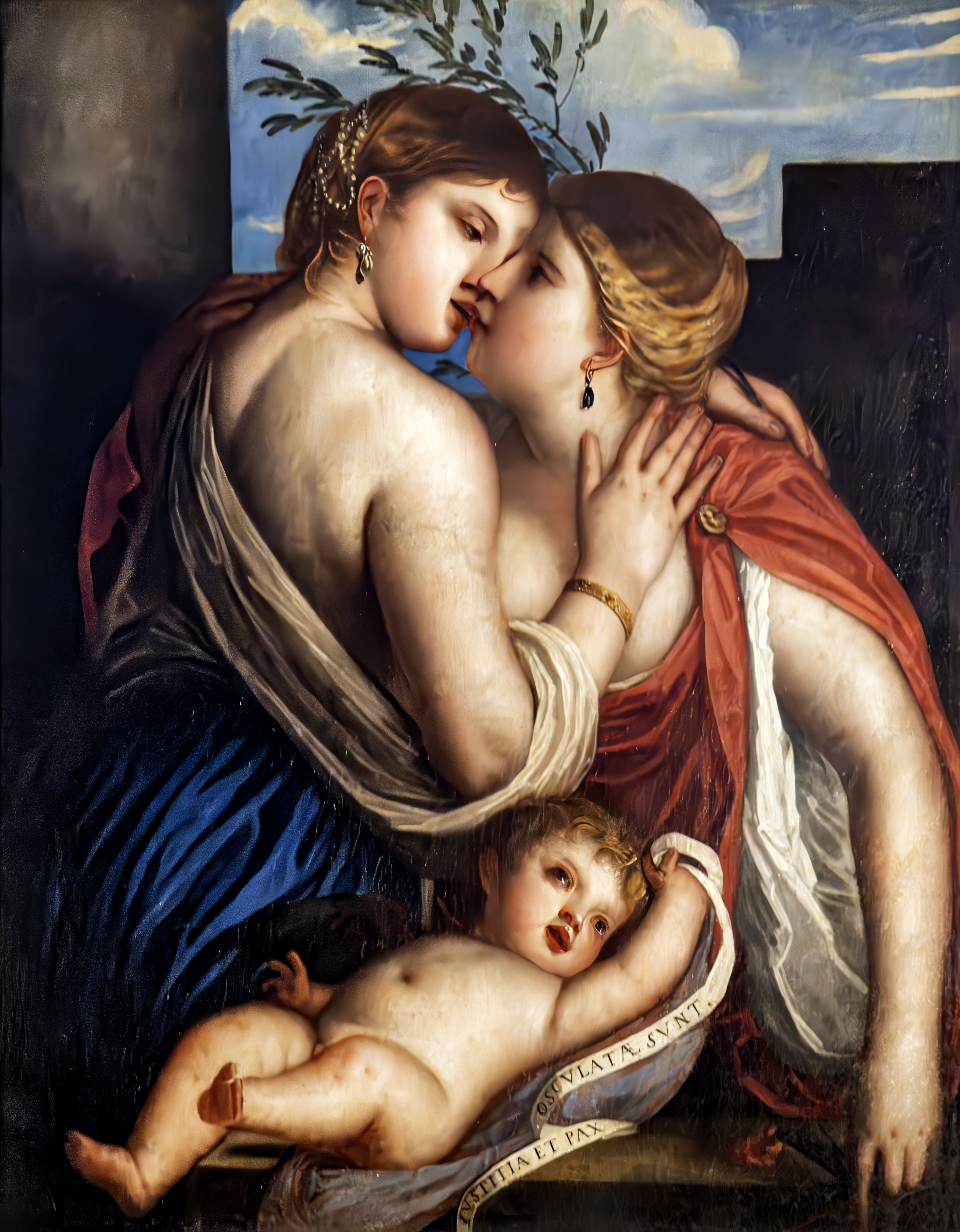
Giustizia e Pace - Pinacoteca Querini Stampalia
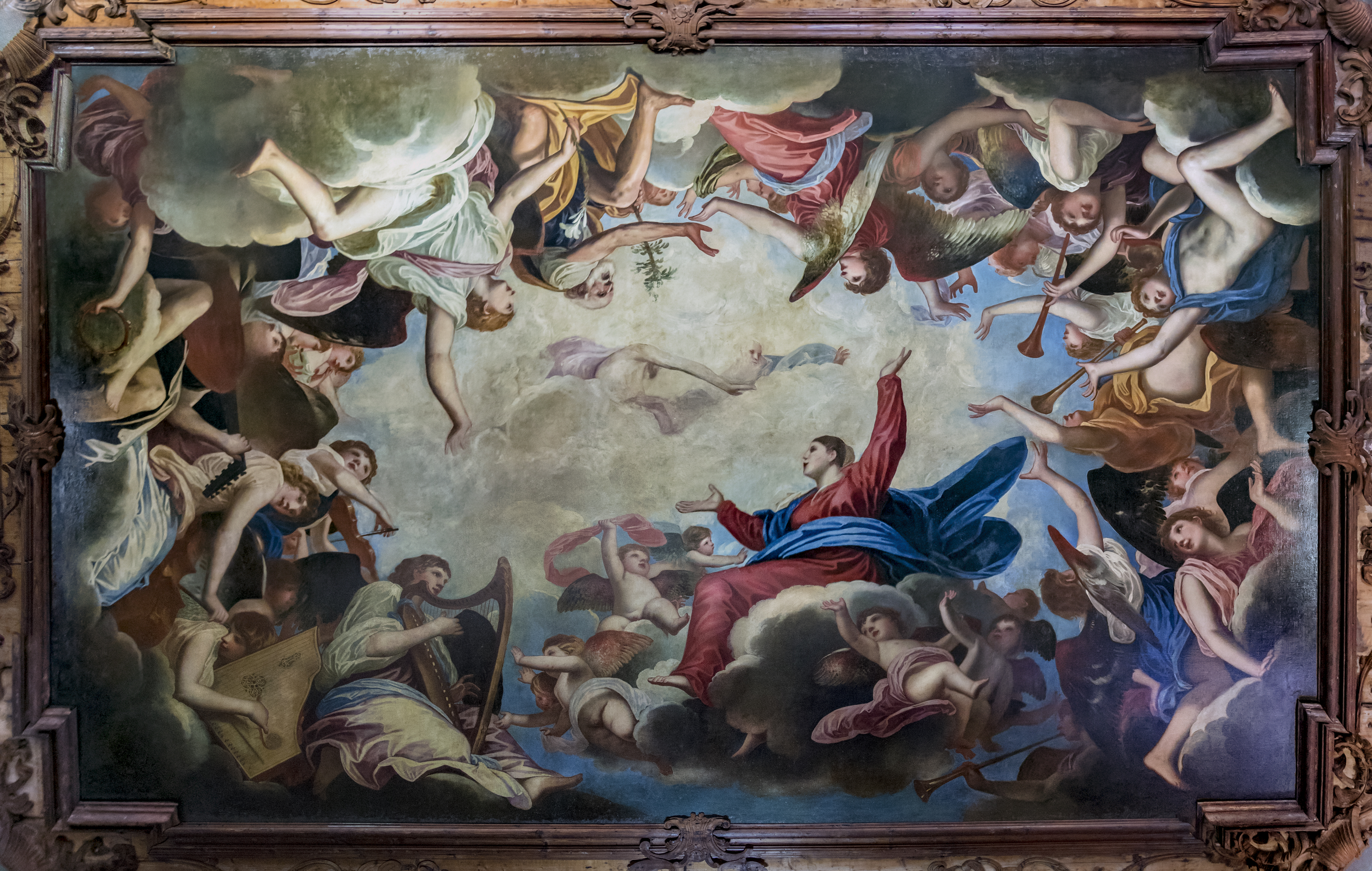
L'Assomption Scuola Grande dei Carmini  Venise
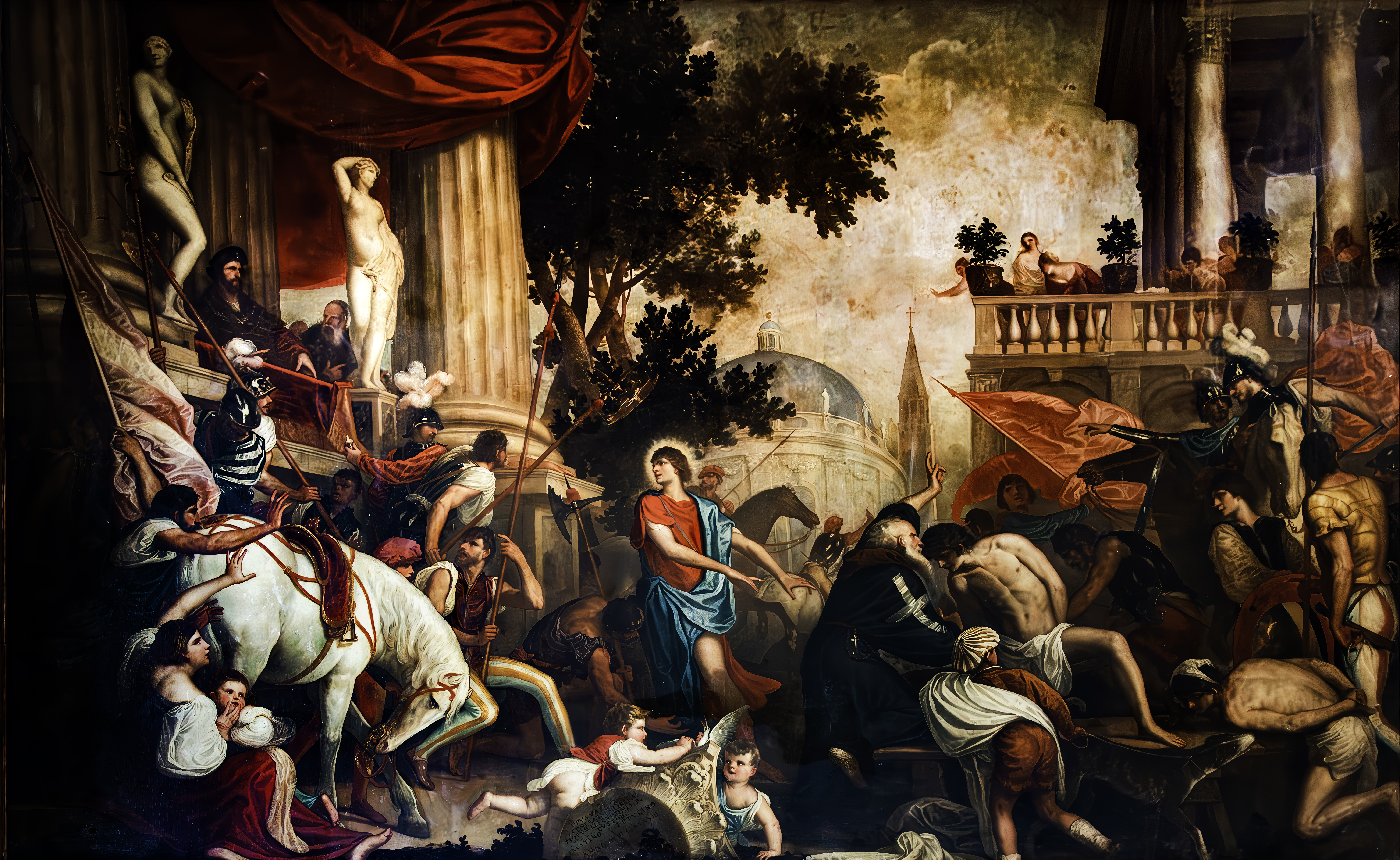
S.Liberale di Altino sauve deux condamnés innocents Santa Maria dei Carmini
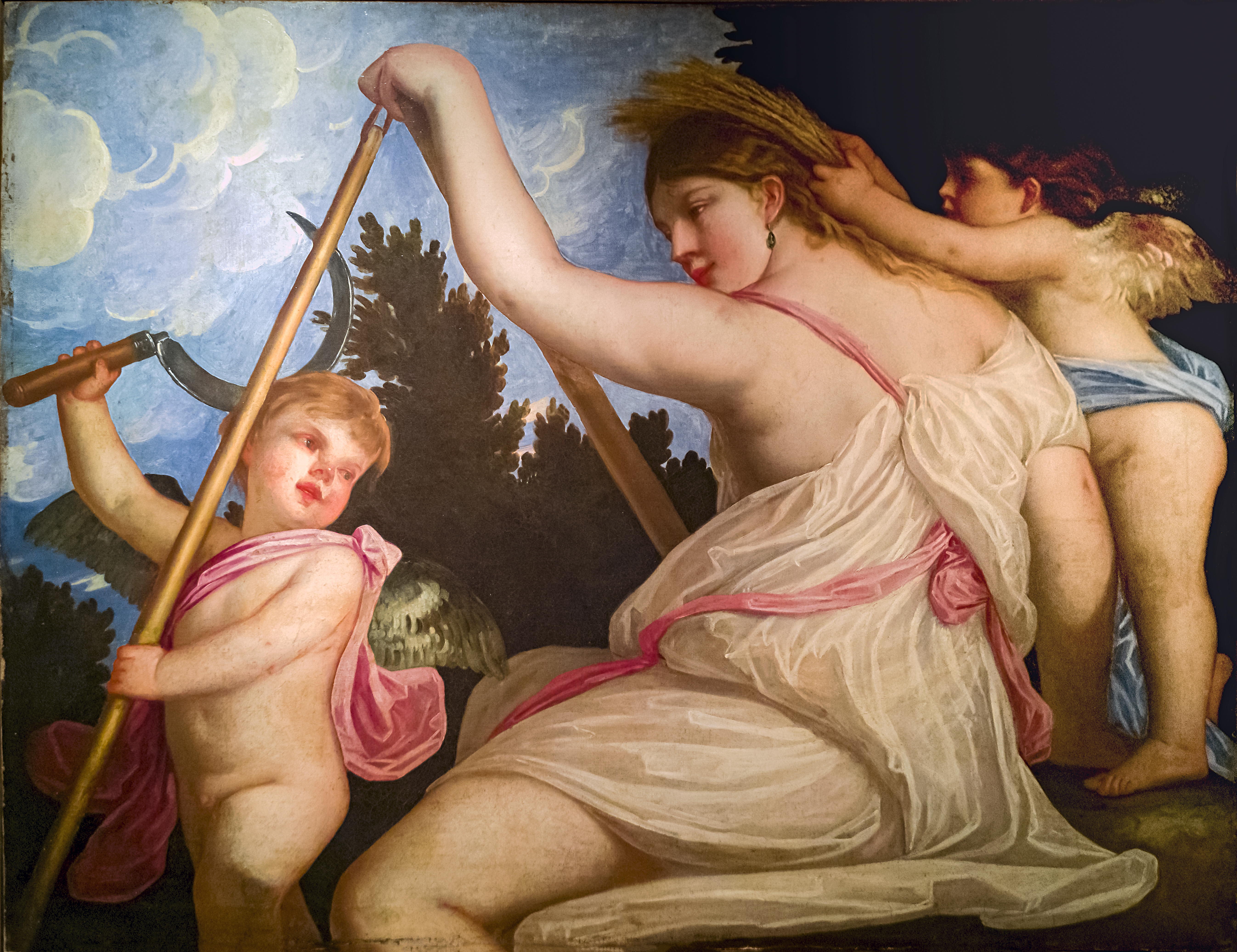
Cérès avec deux Putti Ca' Rezzonico Venise
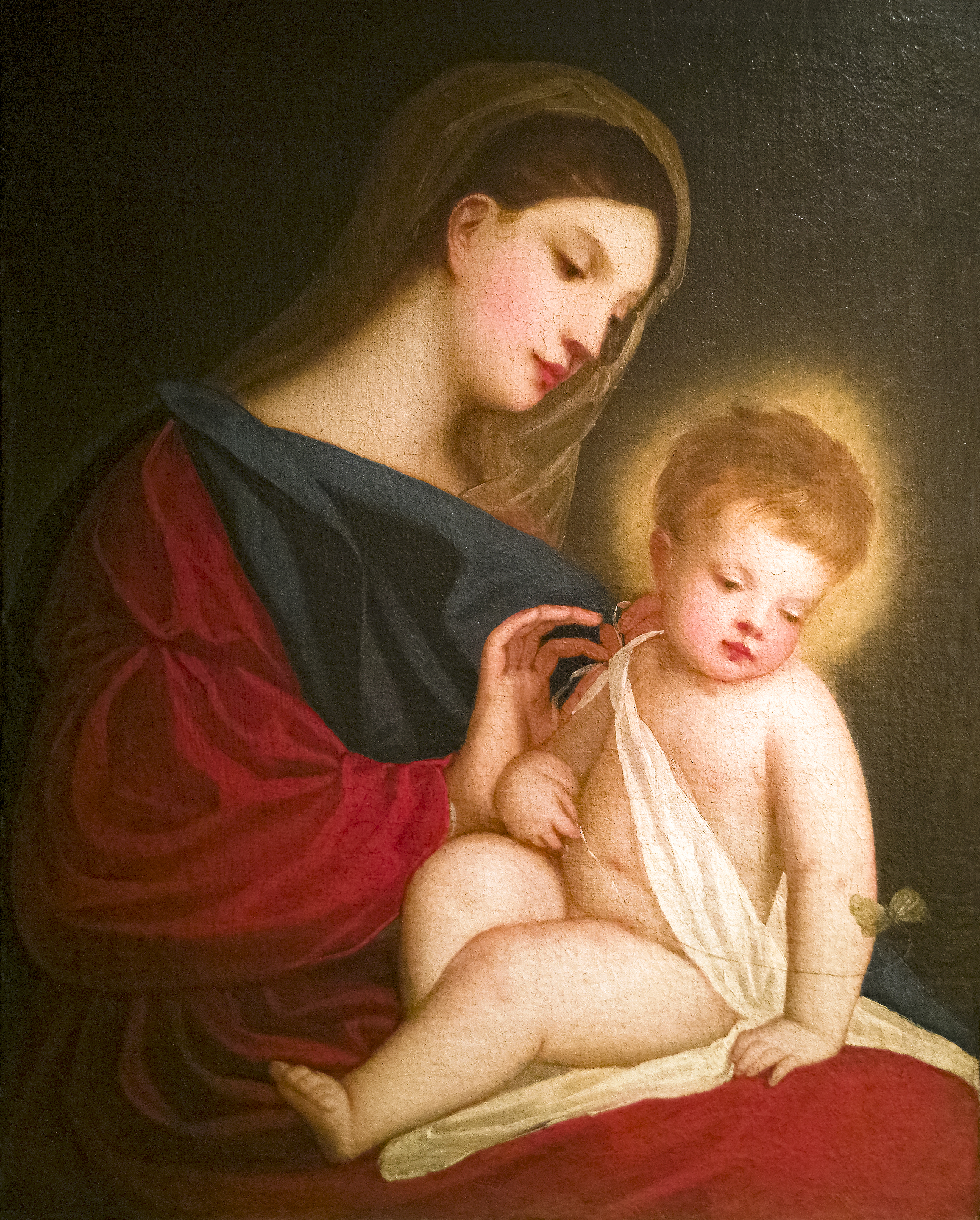
Vierge à l'enfant avec papillon - Ca' Rezzonico Venise
La parabole des vierges sages et folles - Gallerie dell'Accademia de Venise [6]
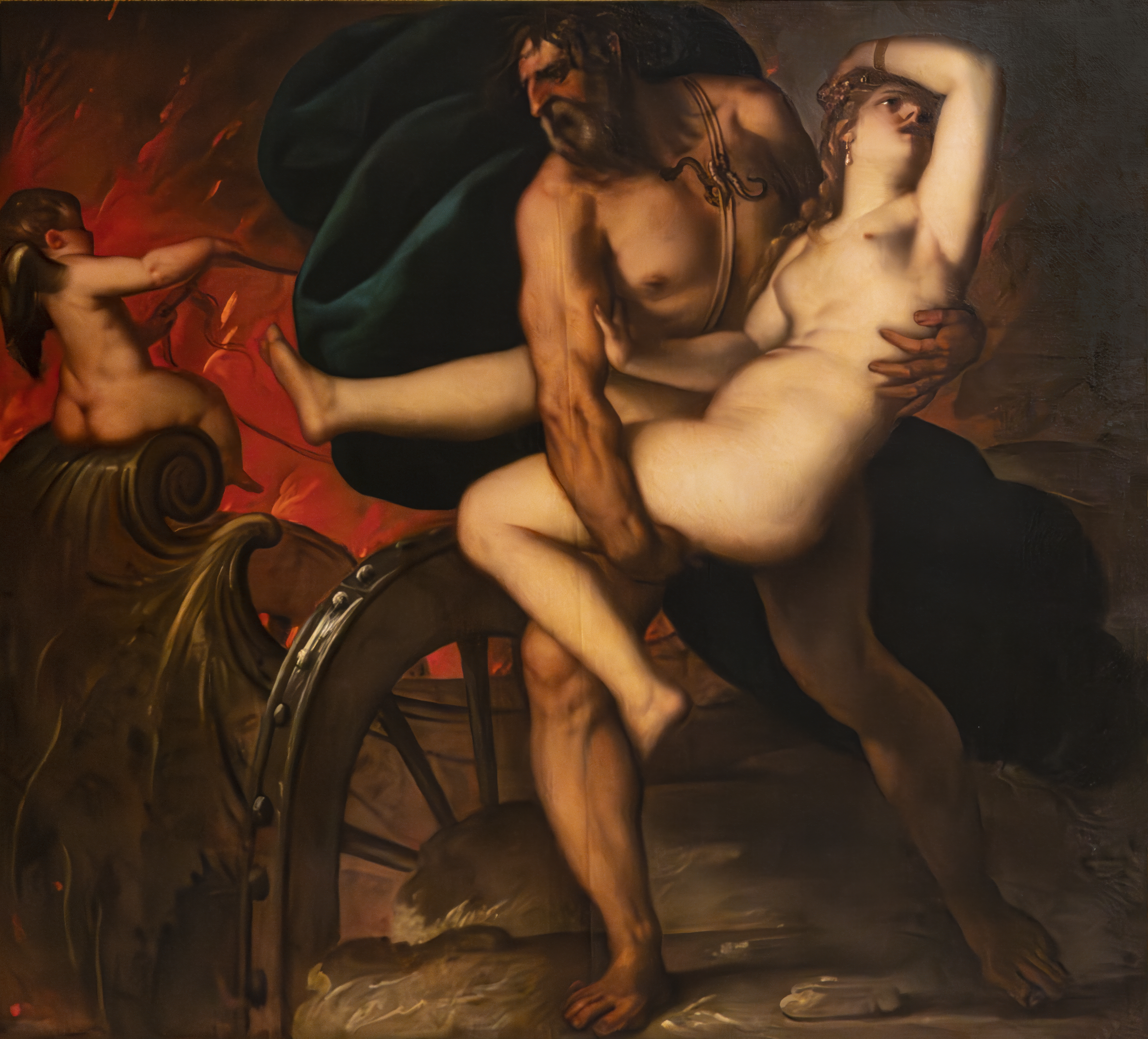
Le Rapt de Proserpine - Gallerie dell'Accademia de Venise
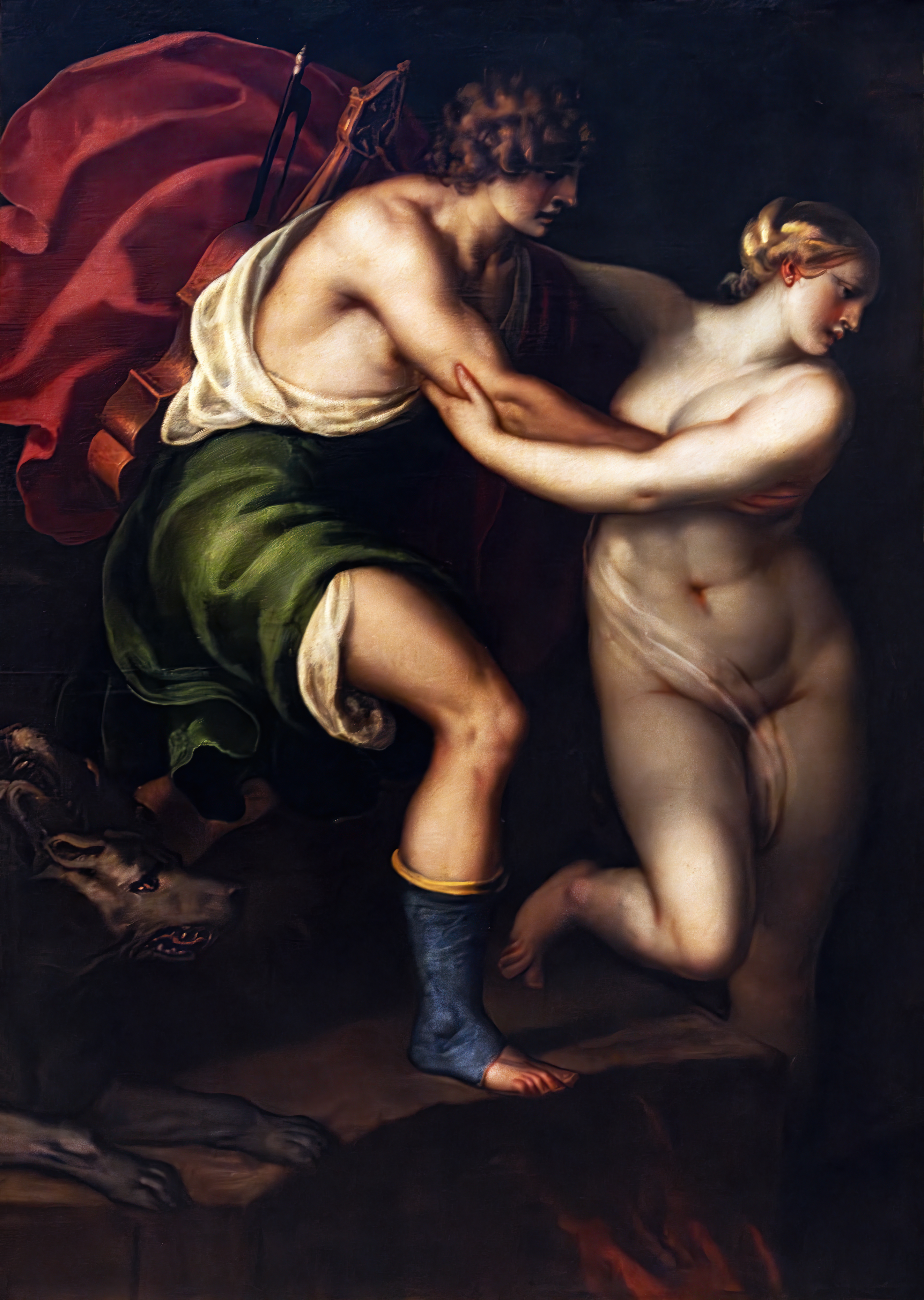
Orphée et Eurydice - Gallerie dell'Accademia de Venise
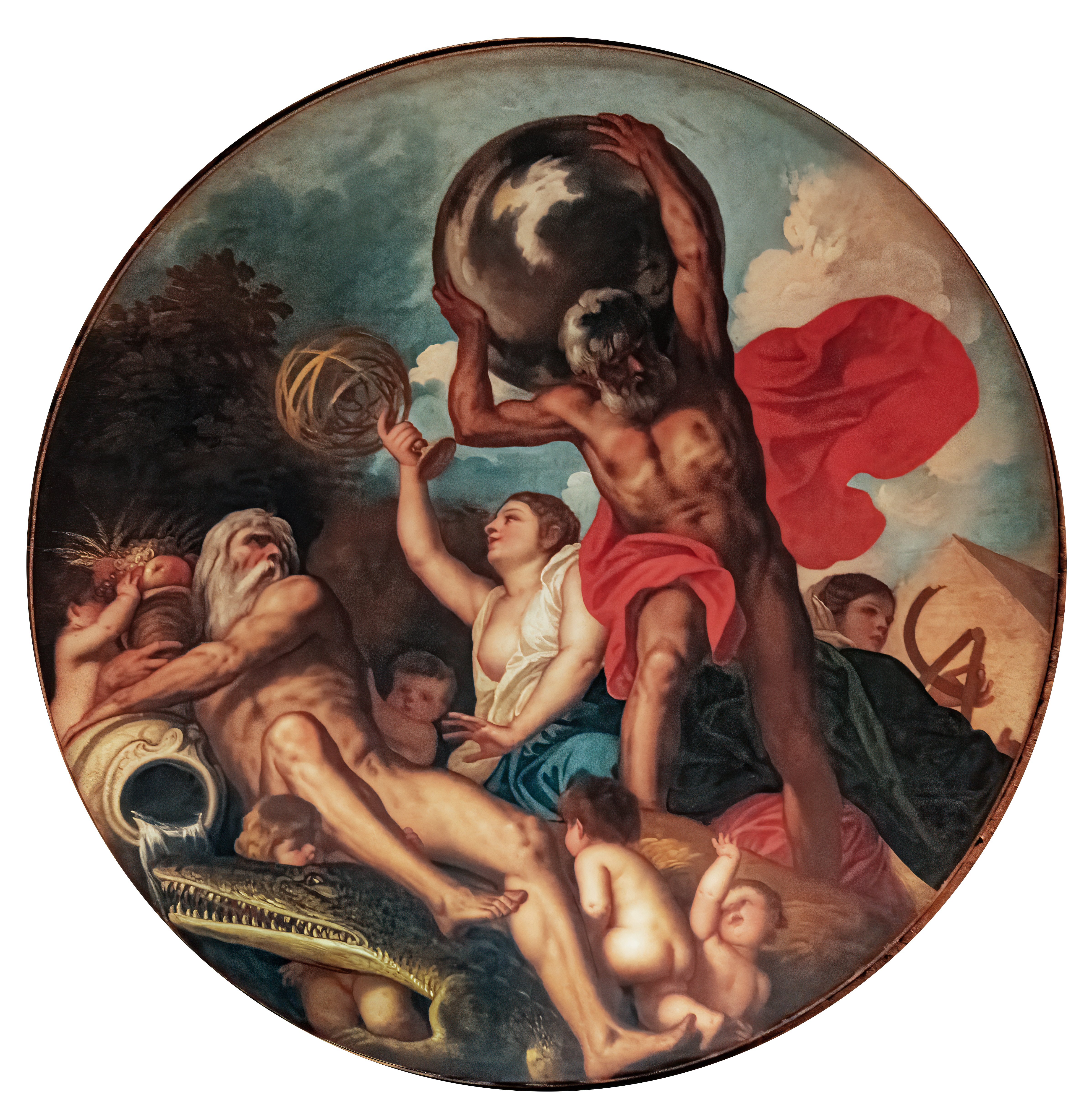
Allégorie de l'astrologie - Bibliothèque Marciana
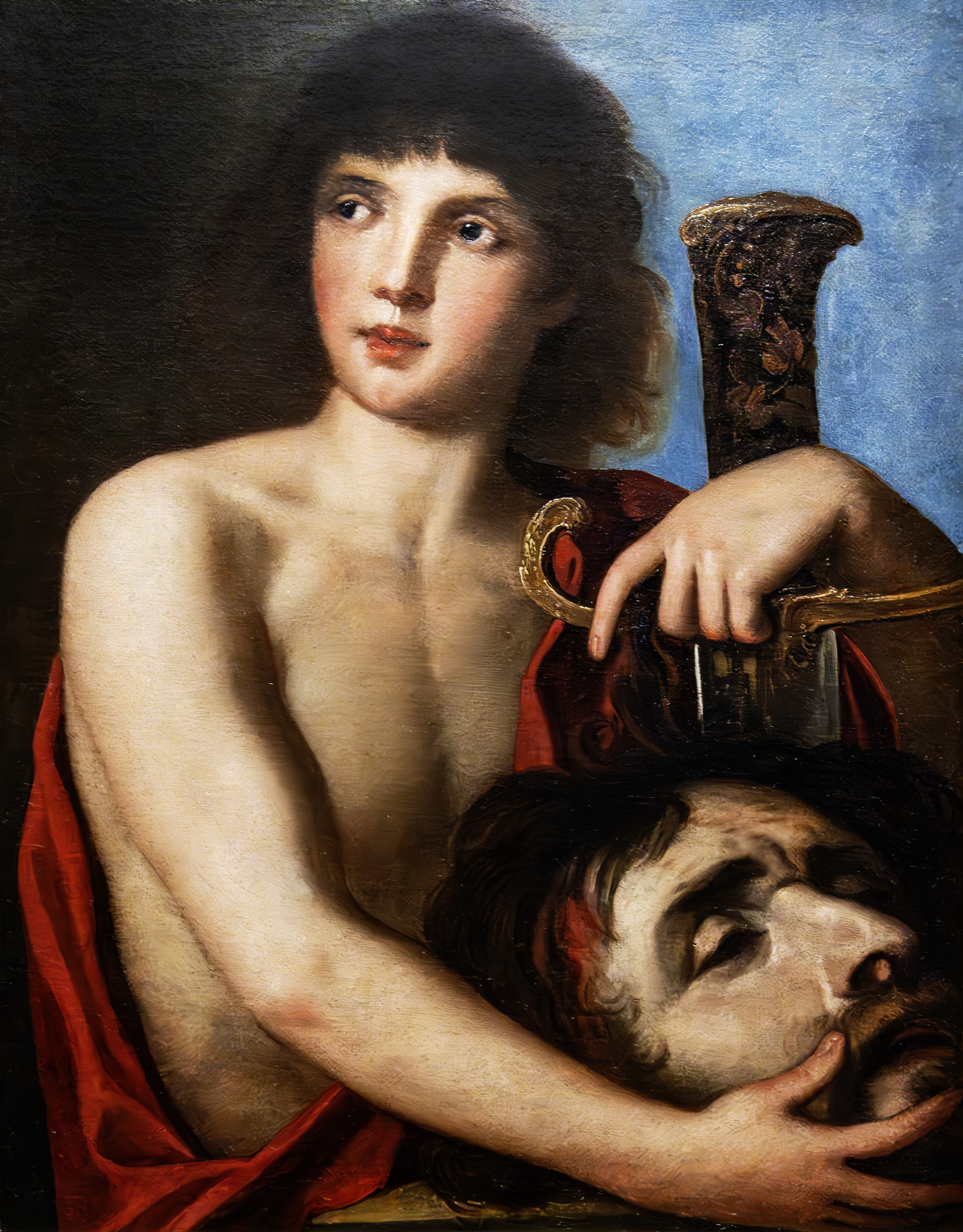
David avec la tête de Goliath - Museo civico di Santa Caterina, Trèvise

### Serbie
- Artémis, musée national de Belgrade

### Non argumenté
- Vénus bandant les yeux de Cupidon.
- Montée au calvaire.
- Ariane à Naxos avec Bacchus au loin.
- La sibylle Tiburtine.
- Jésus et la femme adultère.
- La Mariage mystique de sainte Catherine.
- Mars et Vénus jouent aux échecs

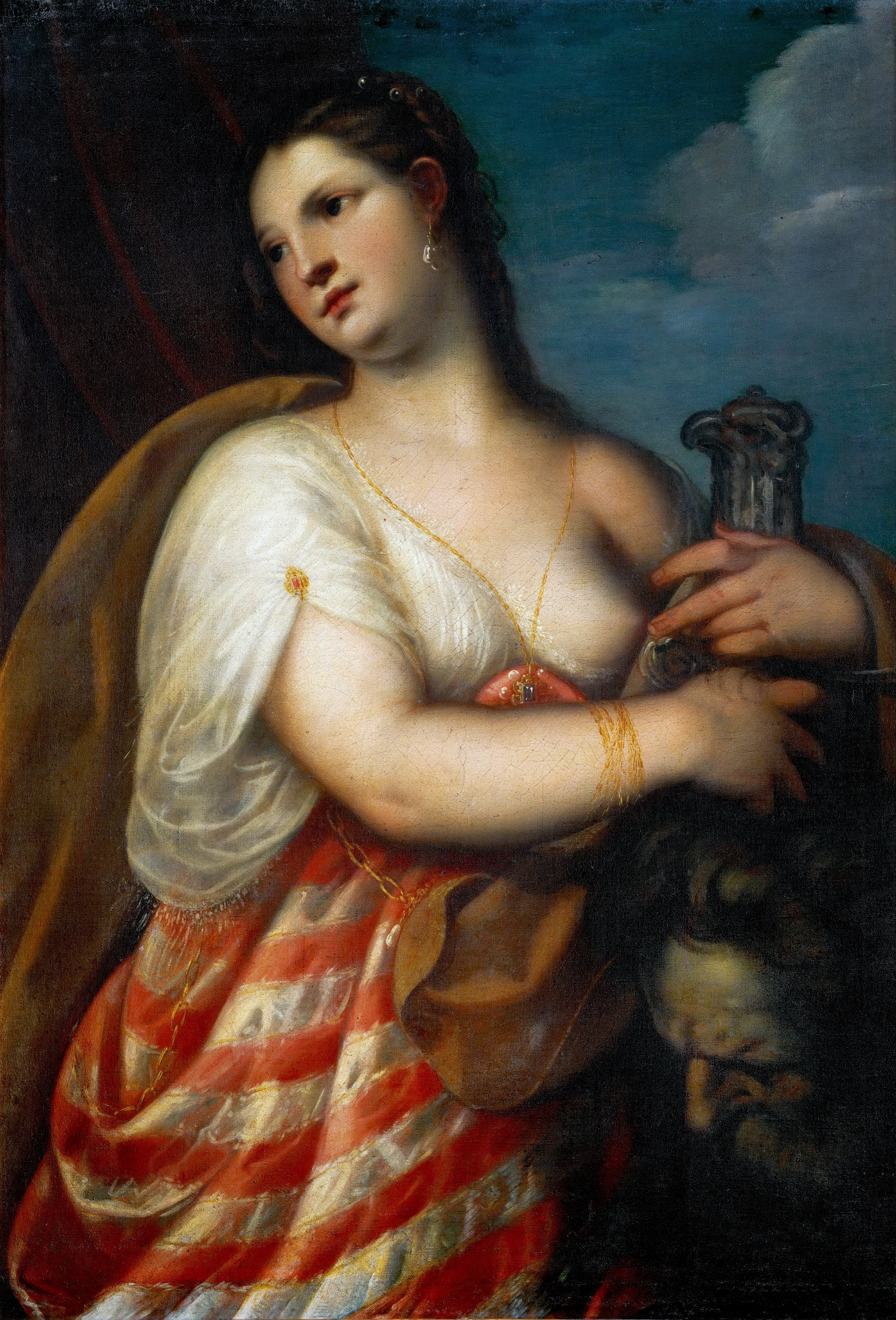
Judith et Holopherne musée d'Histoire de l'art de Vienne
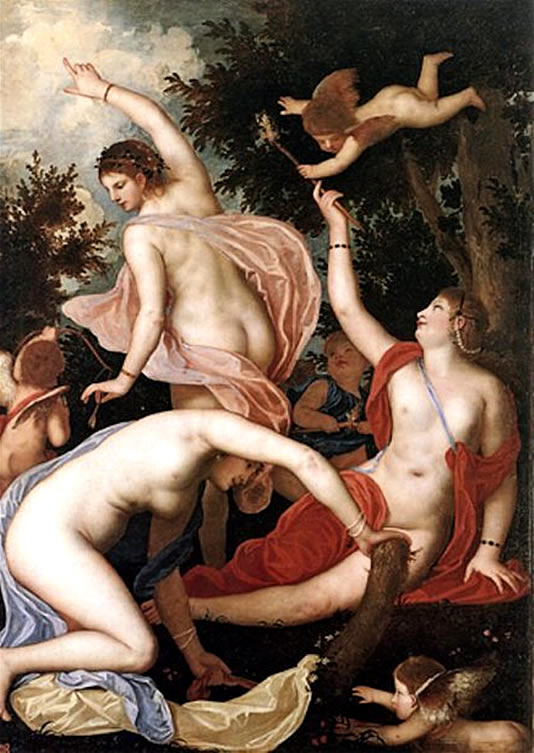
Les Trois Grâces Musée de l'Ermitage
Orphée enchantant les animaux - Musée du Prado